# Edwin Foster Coddington
| Planetoida     | Data odkrycia        |
| -------------- | -------------------- |
| (439) Ohio     | 13 października 1898 |
| (440) Theodora | 13 października 1898 |
| (445) Edna     | 2 października 1899  |

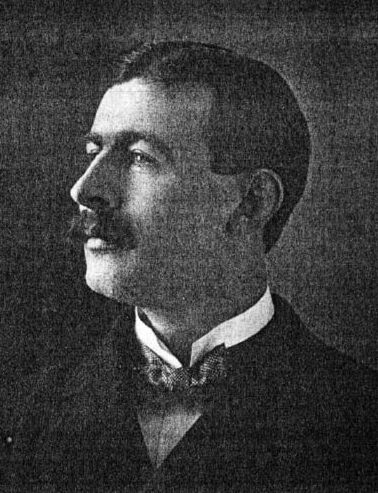
Edwin Foster Coddington

Edwin Foster Coddington (ur. 24 czerwca 1870 w hrabstwie Miami, zm. 21 grudnia 1950 w Columbus) – amerykański astronom i matematyk.

## Życiorys
Studiował astronomię na Ohio State University, studia ukończył w 1897 roku. Od sierpnia 1897 do czerwca 1900 pracował w Obserwatorium Licka w Kalifornii. Odkrył tam trzy planetoidy, kometę C/1898 L1 (Coddington-Pauly) oraz galaktykę IC 2574, zwaną później „Mgławicą Coddingtona”. W 1902 roku uzyskał stopień doktora na Uniwersytecie w Berlinie.